# Melanopsamma borealis
Melanopsamma borealis är en svampart. Melanopsamma borealis ingår i släktet Melanopsamma, ordningen köttkärnsvampar, klassen Sordariomycetes, divisionen sporsäcksvampar och riket svampar.

## Underarter
Arten delas in i följande underarter:
- minor
- borealis